# 西昭徳
西 昭徳（にし あきのり、1960年 - ）は、日本の医学者（神経薬理学・小児科学・神経科学）。学位は博士（久留米大学）。久留米大学医学部教授。

## 概要
1960年生まれ。宮崎医科大学（現・宮崎大学）の医学部医学科にて医学を学び、1985年に卒業した。
その後、久留米大学に採用され、医学部の助手として勤務した。1992年久留米大学医学博士 「Dahl salt-sensitive ratにおける近位尿細管Na[+],K[+]-ATPAse活性調節異常 -high salt dietのもとでのドーパミンの影響-」。 1998年には同学部の講師に昇任し、2004年には同学部の助教授に就任した。2006年、同学部の教授に就任した。
現在では、久留米大学の医学部医学科に在籍し、薬理学講座を主宰する教授として活動している。なお、久留米大学から博士の学位を授与されている。また、九州工業大学大学院生命体工学研究科教授の夏目季代久とともに、ブレインサイエンス研究会の世話人を務める。

## 研究

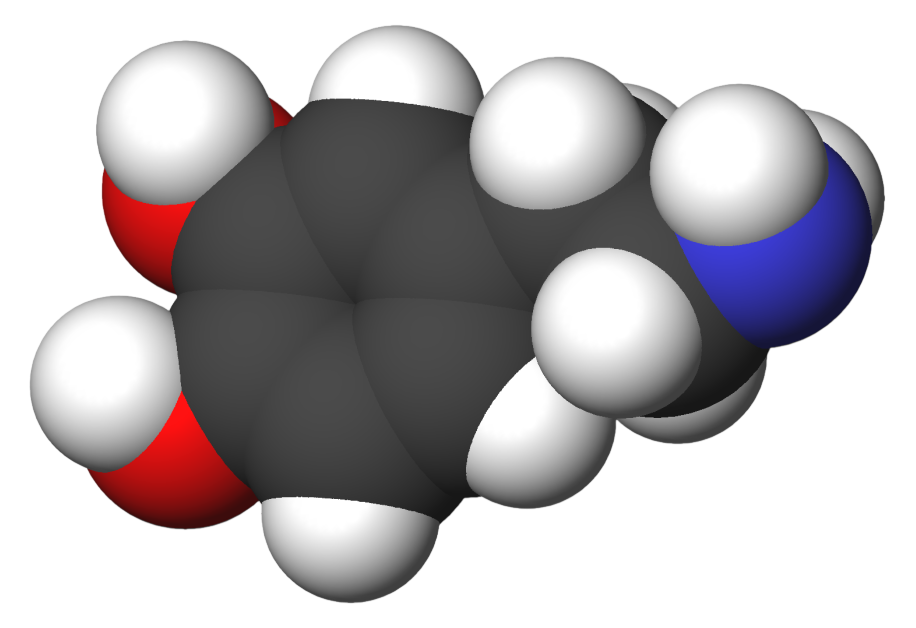
ドーパミン

医学を専門としており、特に神経薬理学、小児科学、神経科学などの領域について取り組んでいる。1990年代に、ヒューマン・フロンティア・サイエンス・プログラムの若手研究者グラントに採択されたこともあった。
近年では、ドーパミンに関する研究に取り組んでおり、ドーパミンによる情報の伝達などを手がけている。この研究を通じ、パーキンソン病、統合失調症、注意欠陥・多動性障害、さらには喫煙といったドーパミンに関連が深い疾患に対する治療薬の開発を目指している。

## 略歴
- 1960年 - 誕生。
- 1985年 - 宮崎医科大学医学部卒業。
- 1998年 - 久留米大学医学部講師。
- 2004年 - 久留米大学医学部助教授。
- 2006年 - 久留米大学医学部教授。

## 論文
- 国立情報学研究所収録論文 国立情報学研究所

## 関連人物
- 外角直樹